# Moon Chung-hee
Moon Chung-hee (25 de mayo de 1947) es una escritora, profesora y poetisa surcoreana.

## Biografía
Moon Chung-hee nació en Boseong, provincia de Jeolla del Sur, Corea del Sur, el 25 de mayo de 1947. Fue a la escuela secundaria femenina Jinmyeong, se graduó de literatura coreana en la Universidad Dongguk y realizó los estudios de posgrado en la misma universidad, en la que también fue profesora. Cuando todavía estaba en la escuela secundaria publicó su primera recopilación de poemas Respiración floral (Kkotsum)en 1965. En 1969 sus poemas "Insomnio" (Bulmyeon) y "Cielo" (Haneul) se publicaron en el número especial de nuevos poetas de la publicación Wolgan munhak. En 2014 fue Presidenta de la Asociación de Poetas de Corea.

## Obra
El núcleo de la poesía de Moon Chung-hee muestra una percepción claramente romántica, expresada con un lenguaje cristalino y dominada por una interacción de emociones y sensaciones vívidas. Un ejemplo de su excelente y en ocasiones sorprendente sensibilidad poética es el poema "La canción de Hwang Jini" (Hwangjiniui norae).
Los símiles y metáforas que usa son totalmente subjetivos. Su lenguaje figurativo registra su sensibilidad y trata  de forma emotiva los temas del amor romántico, la desconfianza, el sufrimiento y la libertad. En algunos poemas como "Patatas" (Gamja), "A mi amado Samacheon" (Saranghaneun samacheon dangsinege) y "Contemplando el río Namhan" (Namhangangeul barabomyeo), hace uso de los elementos de la narrativa de cuentos de hadas para llegar a una síntesis alegórica de la realidad presente.

## Obras
Esta es un lista parcial de las obras de Moon Chung-hee:
- 1965 Respiración floral (Kkotsum)
- 1973 Poemas de Moon Chung-hee (Moon Jeonghui Sijip)
- 1984 Las campanadas que se desploman solas (Honja muneojineun jongsori)
- 1986 El pájaro de Aunae
- 1987 Mi añorado hogar (Geuriun naui jip)
- 1990 Sáqueme al pájaro que vive en mí (Je momsoge salgo inneun saereul kkeonaeeo juseyo)

## Premio
- Premio de literatura contemporánea (1975)